# Rösch Medizintechnik

Logo als Teil von Riemser 2006

Logo 2000

Die Rösch AG ist ein ehemaliges, von Andy Rösch gegründetes Medizintechnikunternehmen, das ab dem Jahr 1999 patentierte, nadellose Spritzen entwickelte und produzierte. Ihre Aktie wurde seit 2000 im Neuen Markt gehandelt. Die Vermarktung der nadellosen Spritzen scheiterte trotz 2002 erteilter Kassenzulassung.
Das Unternehmen stellte Anfang 2003 einen Antrag auf Eröffnung des Insolvenzverfahrens. Das Insolvenzverfahren wurde am 1. März 2003 eröffnet, und der Geschäftsbetrieb der Rösch AG wurde am 10. März 2003 gestoppt. Einen Teil der Verträge sowie den Namen Rösch Medizintechnik sicherte sich die Riemser Arzneimittel AG. Dadurch blieb die Hälfte der Arbeitsplätze erhalten.
Die Gesellschaft ist in Abwicklung; der Firmenname wurde dazu von Rösch AG Medizintechnik in Abwicklungsgesellschaft Rösch AG Medizintechnik geändert. Der Handel mit der Aktie wurde im Juni 2016 ausgesetzt; im August 2017 endete die Börsennotierung.